# Bryotropha azovica
Bryotropha azovica — вид лускокрилих комах з родини виїмчастокрилі молі (Gelechiidae).

## Поширення
Вид поширений в Східній Європі. Зареєстрований в Болгарії, Греції, Північній Македонії, Кіпрі, Туреччині та Україні. Типовий зразок зібрано у селищі Кирилівка Запорізької області.

## Опис
Розмах крил 11-14 мм.

## Спосіб життя
Імаго літають з кінця серпня по жовтень.